# Telegrama diplomático

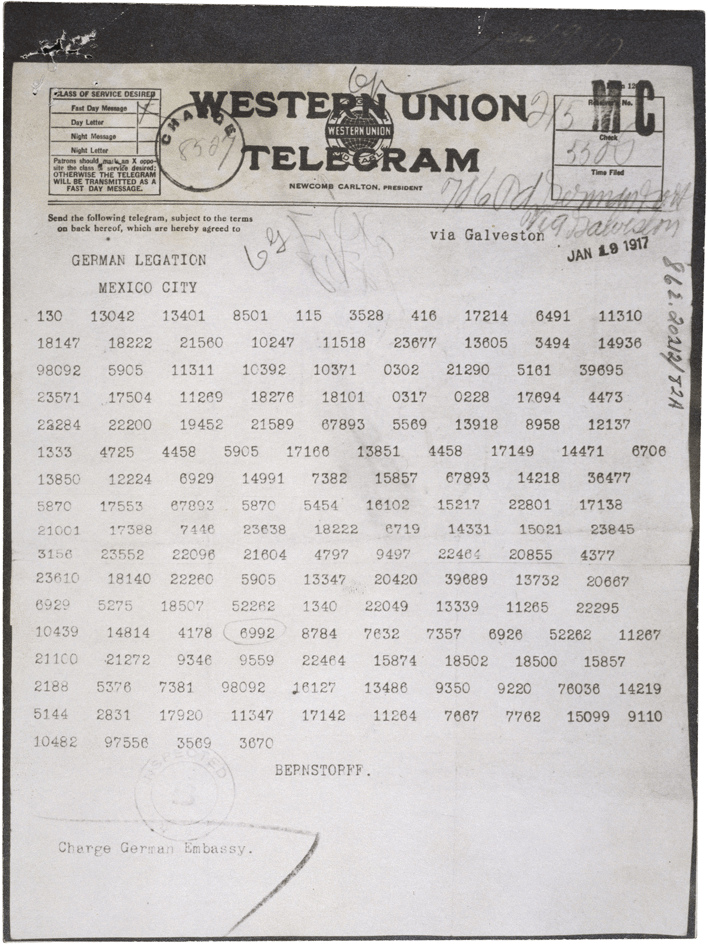
O telegrama Zimmermann, um código diplomático codificado enviado em 16 de janeiro de 1917, do Secretário de Relações Exteriores do Império Alemão, Arthur Zimmermann, ao embaixador alemão no México, Heinrich von Eckardt.

Um telegrama diplomático, também conhecido como código diplomático (DipTel) ou telegrama de embaixada, é uma mensagem de texto confidencial trocada entre uma missão diplomática, como uma embaixada ou um consulado, e o Ministério das Relações Exteriores de seu país de origem. Um telegrama diplomático é um tipo de despacho. Outros despachos podem ser enviados como documentos físicos em uma mala diplomática.
O termo código deriva da época em que o meio para tais comunicações eram os telégrafos viajando por cabos de comunicação submarinos internacionais, embora com o tempo eles tenham evoluído para outros formatos e caminhos. O termo cabograma também é usado às vezes. Devido à importância e à sensibilidade do assunto, os cabogramas diplomáticos são protegidos pelas mais elaboradas precauções de segurança para impedir o acesso irrestrito do público ou a interceptação não autorizada por governos estrangeiros. Geralmente em formato digital, eles são sempre criptografados, frequentemente por meio de cifras one-time pad inquebráveis, usando material-chave distribuído por correios diplomáticos.